# Pardosa oljunae
Pardosa oljunae är en spindelart som beskrevs av Lobanova 1978. Pardosa oljunae ingår i släktet Pardosa och familjen vargspindlar. Inga underarter finns listade i Catalogue of Life.